# Roberto Suárez Gómez
Roberto Suárez Gómez (auch bekannt als King of Cocain * 8. Januar 1932 in Santa Ana del Yacuma; † 20. Juli 2000) war ein bolivianischer Pharmaunternehmer und Drogenhändler. Roberto Suárez galt vielen als der weltweit größte Produzent von Kokain.

## Leben
Roberto Suárez Gómez war das jüngste Kind von Blanca Gómez Roca und Nicómedes Suárez Franco, einem Unternehmer in der Rindfleischproduktion. Seine Mutter Blanca Gómez Roca ist die Tante von Luis Arce Gómez. Unter dem Regime von Hugo Banzer Suárez nutzte er eine Landreform und widmete sich der Kokain-Produktion. Markttheoretisch war der Boom dieser Cocastrauch-Produkte auf eine gesteigerte Nachfrage bei Yuppies in den USA in der Mitte der 1970er Jahre begründet. Roberto Suárez Gómez setzte eine Monopolisierung auf Seiten der Produzenten unter dem Namen The Corporation durch und wurde Hauptlieferant des damals überwiegend im Handel tätigen Medellín-Kartells.
Konstituierend für die Existenz dieser Pharmaindustrie ist, dass sie zur Staatsraison der Produktionsstaaten gehört. Die langjährige Straflosigkeit von Roberto Suárez Gómez basierte daneben auch auf seiner Rolle als Lieferant für einen Drogenvertrieb, aus dessen Erlösen die Reagan-Administration die Contra gegen die sandinistische Regierung finanzierte.
Roberto Suárez war mit Ayda Levy verheiratet. Ihr erstgeborener Sohn, Roby Suárez Levy (* 1958; † 1990), wurde Anfang 1982 in Italien wegen illegaler Einreise verhaftet und in die Schweiz abgeschoben. Im Gefängnis von Bellinzona wurde er von Joachim Fiebelkorn (* 1947) besucht. Die Reagan-Administration beantragte eine Auslieferung des bolivianischen Staatsbürgers.
Am Morgen des 15. August 1982 stürmte ein Kommando US-Marines in das Gefängnis von Bellinzona und nahm Roby mit nach Miami.
In einem Brief an Ronald Reagan bot Roberto Suárez Gómez vergeblich an, für die Freilassung von Roby die Schulden der Regierung Hernán Siles Zuazo bei der Reagan-Administration (3,5 Milliarden USD) zu begleichen. Roby wurde am 19. November 1982 auf Beschluss des Richters Peter Palermo freigelassen und starb am 22. März 1990 bei einem Schusswechsel mit der bolivianischen Polizei und der DEA in Santa Cruz.
Roberto Suárez Gómez erwarb Aktien von El Diario (Bolivien), während der Schwiegersohn des Verlegers Carrasco, Jorge Enrique Crespo, Öffentlichkeitsarbeit für ihn machte.
1989 wurde Roberto Suárez Gómez unter der Regierung von Víctor Paz Estenssoro im Norden des Departamento Beni verhaftet und wegen Produktion und Vertrieb von Kokain zu 15 Jahren Gefängnis verurteilt. Von diesen verbüßte er weniger als die Hälfte und wurde nach sieben Jahren Haft im Jahre 1996 wieder entlassen. Er verbrachte den Rest seines Lebens als Rindfleischproduzent und starb am 20. Juli 2000 an einem Herzinfarkt.